# Liste de films français sortis en 1962
Listes de films français
- 1958
- 1959
- 1960
- 1961
- 1962
- 1963
- 1964
- 1965
- 1966

Liste non exhaustive de films français sortis en 1962

## 1962
| Titre                              | Réalisateur                        | Distribution                                     | Genre                              | Notes |
| ---------------------------------- | ---------------------------------- | ------------------------------------------------ | ---------------------------------- | ----- |
| Un singe en hiver                  | Henri Verneuil                     | Jean-Paul Belmondo, Jean Gabin                   | Comédie dramatique                 |       |
| Cléo de 5 à 7                      | Agnès Varda                        | Corinne Marchand, Antoine Bourseiller            | Drame                              |       |
| Vivre sa vie                       | Jean-Luc Godard                    | Anna Karina                                      | Comédie dramatique                 |       |
| Les Dimanches de Ville-d'Avray     | Serge Bourguignon                  | Hardy Krüger                                     | Drame                              |       |
| L'Éclipse                          | Michelangelo Antonioni             | Alain Delon, Monica Vitti                        | Drame                              |       |
| La Jetée                           | Chris Marker                       | Jean Négroni, Hélène Châtelain                   | Fantastique, Drame                 |       |
| La Guerre des boutons              | Yves Robert                        | Michel Galabru, Jacques Dufilho                  | Comédie                            |       |
| L'Amour à 20 ans                   | Shintaro Ishihara, Marcel Ophüls   | Marie-France Pisier, Jean-Pierre Léaud           | Comédie dramatique                 |       |
| Le Procès                          | Orson Welles                       | Anthony Perkins, Jeanne Moreau                   | Drame                              |       |
| Le Signe du Lion                   | Éric Rohmer                        | Jess Hahn, Stéphane Audran                       | Comédie dramatique                 |       |
| Le Doulos                          | Jean-Pierre Melville               | Jean-Paul Belmondo, Serge Reggiani               | Policier                           |       |
| Les Mystères de Paris              | André Hunebelle                    | Jean Marais, Dany Robin                          | Aventure, Historique               |       |
| Le Gentleman d'Epsom               | Gilles Grangier                    | Jean Gabin, Madeleine Robinson                   | Comédie                            |       |
| Les Culottes rouges                | Alex Joffé                         | Bourvil, Étienne Bierry                          | Comédie                            |       |
| Eva                                | Joseph Losey                       | Jeanne Moreau, Stanley Baker                     | Drame                              |       |
| Adorable Menteuse                  | Michel Deville                     | Marina Vlady, Macha Méril                        | Comédie                            |       |
| Boccace 70                         | Federico Fellini, Luchino Visconti | Romy Schneider, Anita Ekberg                     | Comédie dramatique , Fantastique   | -     |
| L'Horrible Docteur Orlof           | Jesús Franco                       | Howard Vernon, Richard Valle                     | Epouvante-horreur                  | -     |
| Le Diable et les Dix Commandements | Julien Duvivier                    | Micheline Presle, Françoise Arnoul               | film à sketches                    | -     |
| Thérèse Desqueyroux                | Georges Franju                     | Emmanuelle Riva, Philippe Noiret                 | Drame                              |       |
| Comment réussir en amour           | Michel Boisrond                    | Dany Saval, Jean Poiret                          | Comédie                            |       |
| La Chambre ardente                 | Julien Duvivier                    | Jean-Claude Brialy, Claude Rich                  | Epouvante-horreur, Drame           |       |
| Cartouche                          | Philippe de Broca                  | Jean-Paul Belmondo, Claudia Cardinale            | Aventure, Comédie                  |       |
| L'Œil du malin                     | Claude Chabrol                     | Jacques Charrier, Stéphane Audran                | Drame                              |       |
| La Gamberge                        | Norbert Carbonnaux                 | Françoise Dorléac, Jean-Pierre Cassel            | Comédie                            |       |
| Les Ennemis                        | Edouard Molinaro                   | Roger Hanin, Pascale Audret                      | Drame                              |       |
| Les Quatre vérités                 | René Clair, Alessandro Blasetti    | Anna Karina, Michel Serrault                     | Drame                              |       |
| Le Gorille a mordu l'archevêque    | Maurice Labro                      | Roger Hanin                                      |                                    |       |
| Le Caporal épinglé                 | Jean Renoir                        | Jean-Pierre Cassel, Claude Brasseur, Claude Rich | Comédie dramatique, film de guerre |       |
| L'Éducation sentimentale           | Alexandre Astruc                   | Jean-Claude Brialy, Marie-Josée Nat              |                                    |       |
| Le Masque de fer                   | Henri Decoin                       | Jean Marais                                      | Aventure, historique               |       |
| Jules et Jim                       | François Truffaut                  | Jeanne Moreau, Oskar Werner                      | Drame                              |       |
| Le Repos du guerrier               | Roger Vadim                        | Brigitte Bardot                                  | Drame                              |       |